# Tomasz II d’Autremencourt
Tomasz II d’Autremencourt (zm. 1258) – francuski baron Salony w latach 1212–1258.

## Życiorys
Pierwsze lata poświęcił na walce z Epirotami, którzy zajęli ziemię jego ojca. dopiero w 1215 odzyskał Salonę. W 1258 zaangażowany był w wojnę o sukcesję eubejską. Jego następcą był jego syn Wilhelm d’Autremencourt.